# Lijst van politieke partijen in Polen
Dit artikel bevat een lijst van Poolse politieke partijen .
 
Sinds 1989 heeft Polen een meerpartijenstelsel, met tal van concurrerende politieke partijen, die samen regeringscoalities vormen.

## Partijen in het parlement
Het zetelaantal geeft het oorspronkelijke aantal bij de laatste verkiezingen gewonnen zetels weer, vóór ontwikkelingen zoals splitsing, of afvalligheid. Het getal tussen haakjes is het huidige zetelaantal (per 7 augustus 2016).
| Partij | Partij | Leider                    | Zetels in | Zetels in | Zetels in | Opgericht in | Politieke standpunten                                                     | Website |
| Naam | Afk.   | Leider                    | Sejm      | Senaat    | EP        | Opgericht in | Stroming                                                                  | Website |
| --- | ------ | ------------------------- | --------- | --------- | --------- | ------------ | ------------------------------------------------------------------------- | ------- |
| Prawo i Sprawiedliwość Recht en Rechtvaardigheid                                                                   | PiS    | Jarosław Kaczyński        | 217 (216) | 52 (56)   | 18 (17)   | 2001         | Rechts – Nationaal-conservatisme, Sociaal conservatisme, Euroscepsis      |         |
| Platforma Obywatelska Burgerplatform                                                                               | PO     | Grzegorz Schetyna         | 138 (134) | 33        | 19        | 2001         | Centrumrechts – Liberaal conservatisme, Christendemocratie, Pro-Europees  |         |
| Kukiz’15 |        | Paweł Kukiz               | 041 (36)  | 0         | 0         | 2015         | Rechts, nationalisme, populisme                                           |         |
| Nowoczesna Modern                                                                                                  | .N     | Ryszard Petru             | 028 (30)  | 0         | 0         | 2015         | Centrum – Liberalisme                                                     |         |
| Polskie Stronnictwo Ludowe Poolse Volkspartij                                                                      | PSL    | Władysław Kosiniak-Kamysz | 016       | 01        | 04        | 1990         | Centrumrechts – Agrarisme, Christendemocratie                             |         |
| Solidarna Polska Solidair Polen                                                                                    | SPZZ   | Zbigniew Ziobro           | 09        | 02        | 0         | 2012         | Rechts – Nationaal-conservatisme, Euroscepsis                             |         |
| Polska Razem Polen Samen                                                                                           | PR     | Jarosław Gowin            | 08 (9)    | 06 (4)    | 0         | 2013         | Centrumrechts – Conservatisme, Liberalisme                                |         |
| Ruch Narodowy Nationale Beweging                                                                                   | RN     | Robert Winnicki           | 05 (1)    | 0         | 0         | 2012         | Extreemrechts - Nationaaldemocratie, nationaal-conservatisme, Euroscepsis |         |
| Kongres Nowej Prawicy Congres van Nieuw Rechts                                                                     | KNP    | Michał Marusik            | 01        | 0         | 04 (2)    | 2011         | Rechts – Conservatisme, Libertarisme, Euroscepsis                         |         |
| Prawica Rzeczypospolitej Rechts van de Republiek                                                                   | PR     | Marek Jurek               | 01        | 0         | 01        | 2007         | Rechts – Conservatisme, Rooms-katholicisme, Nationalisme, Euroscepsis     |         |
| Mniejszość Niemiecka Duitse Minderheid                                                                             | MN     |                           | 01        | 0         | 0         |              |                                                                           |         |
| Unia Polityki Realnej Unie voor Reële Politiek                                                                     | UPR    | Bartosz Józwiak           | 01        | 0         | 0         | 1990         | Rechts – Conservatisme, Libertarisme, Euroscepsis                         |         |
| Biało-Czerwoni Wit-Roden                                                                                           | BC     | Aleksandra Popławska      | 0         | 01        | 0         | 2015         | Centrumlinks – Sociaaldemocratie, sociaalliberalisme                      |         |
| Ruch Katolicko-Narodowy Katholiek-Nationale Beweging                                                               | RKN    | Małgorzata Romanowicz     | 0         | 01        | 0         | 1997         | Rechts - Nationalisme, conservatisme, Euroscepsis                         |         |
| Socjaldemokracja Polska Sociaaldemocratie van Polen                                                                | SDPL   | Wojciech Filemonowicz     | 0         | 01        | 0         | 2004         | Centrumlinks – Sociaaldemocratie                                          |         |
| Sojusz Lewicy Demokratycznej Alliantie van Democratisch Links                                                      | SLD    | Włodzimierz Czarzasty     | 0         | 0         | 04 (3)    | 1999         | Centrumlinks – Sociaaldemocratie                                          |         |
| Unia Pracy Unie van de Arbeid                                                                                      | UP     | Waldemar Witkowski        | 0         | 0         | 01        | 1992         | Centrumlinks – Sociaaldemocratie                                          |         |
| Koalicja Odnowy Rzeczypospolitej Wolność i Nadzieja Coalitie voor de Vernieuwing van de Republiek Vrijheid en Hoop | KORWiN | Janusz Korwin-Mikke       | 0         | 0         | 00 (2)    | 2015         | Rechts – Conservatisme, Libertarisme, Euroscepsis                         |         |

## Lijst van partijen
| Partij | Partij           | Geschiedenis | Geschiedenis | Politieke standpunten                                            | |
| Naam | Afk.             | Oprichting   | Opheffing    | Stroming                                                         | Opmerkingen |
| --- | ---------------- | ------------ | ------------ | ---------------------------------------------------------------- | --- |
| Akcja Polska Poolse Actie                                                                                          | AP               | 1992         | 1998         | nationaal-conservatisme                                          | |
| Akcja Wyborcza Solidarność Verkiezingsactie Solidariteit                                                           | AWS              | 1996         | 2001         | christendemocratie, conservatisme                                | brede coalitie van rechtse partijen rondom de vakbond Solidariteit |
| Antyklerykalna Partia Postępu RACJA Antiklerikale Partij van Vooruitgang REDE                                      | APP RACJA        | 2002         | 2006         | sociaaldemocratie, antiklerikalisme, feminisme                   | in 2006 werd de partijnaam gewijzigd in Rede van Pools Links |
| Bezpartyjny Blok Wspierania Reform Partijloos Blok voor Steun aan de Hervormingen                                  | BBWR             | 1993         | 1997         | christendemocratie                                               | |
| Biało-Czerwoni Wit-Roden                                                                                           | BC               | 2015         |              | sociaaldemocratie, sociaalliberalisme                            | |
| Blok Demokratyczny Democratisch Blok                                                                               |                  | 1947         | 1952         |                                                                  | coalitie van PZPR, SL en SD |
| Blok Senat 2001 Senaatsblok 2001                                                                                   |                  | 2001         | 2005         |                                                                  | |
| Chrześcijańska Demokracja III Rzeczypospolitej Polskiej Christen-Democratie van de Derde Poolse Republiek          | ChDRP ChD III RP | 1997         |              | christendemocratie                                               | |
| Chrześcijański Ruch Samorządowy Christelijke Beweging voor Lokaal Bestuur                                          | ChRS             | 2003         |              | christendemocratie                                               | |
| Chrześcijańskie Stowarzyszenie Społeczne Christelijke Sociale Vereniging                                           | ChSS             | 1957         | 1989         |                                                                  | blokpartij; in 1989 omgevormd tot de Christelijk-Sociale Unie |
| Chrześcijańsko-Demokratyczne Stronnictwo Pracy Christen-Democratische Partij van de Arbeid                         | ChDSP ChD-SP     | 1989         | 2000         | christendemocratie                                               | in 2000 omgedoopt tot Partij van de Arbeid |
| Forum Prawicy Demokratycznej Forum van Democratisch Rechts                                                         | FPD              | 1990         | 1991         | liberalisme, conservatisme                                       | |
| Front Jedności Narodu Front voor de Eenheid van de Natie                                                           | FJN              | 1956         | 1983         |                                                                  | coalitie; tot 1956 het Nationaal Front genaamd |
| Front Narodowy Nationaal Front                                                                                     | FN               | 1952         | 1956         |                                                                  | coalitie; in 1956 werd de naam gewijzigd in het Front voor de Eenheid van de Natie; in 1983 vervangen door de Patriottische Beweging voor de Nationale Wedergeboorte                                           |
| Jungdeutsche Partei in Polen / Partia Młodoniemiecka w Polsce Jong-Duitse Partij in Polen                          | JDP              | 1931         | 1939         | nationaalsocialisme                                              | |
| Katolicki Komitet Wyborczy "Ojczyzna" Katholiek Kiescomité "Vaderland"                                             | KKW "Ojczyzna"   | 1993         | 1993         | christendemocratie, nationaal-conservatisme                      | rechtse verkiezingscoalitie |
| Koalicja Konserwatywna Conservatieve Coalitie                                                                      | KK               | 1994         | 1999         | conservatisme, christendemocratie                                | |
| Koalicja Republikańska Republikeinse Coalitie                                                                      | KR               | 1991         | 1992         | conservatisme                                                    | opgegaan in de Conservatieve Partij |
| Komunistyczna Partia Polski (1918-1938) Communistische Partij van Polen                                            | KPP              | 1918         | 1989         | communisme                                                       | Tot 1925: Communistische Arbeiderspartij van Polen (Komunistyczna Partia Robotnicza Polski, KPRP) |
| Komunistyczna Partia Polski (1940-1942) Communistische Partij van Polen                                            | KPP              | 1940         | 1942         | communisme                                                       | Een groep ondergrondse organisaties ten tijde van de Tweede Wereldoorlog |
| Komunistyczna Partia Polski (1965-1996) Communistische Partij van Polen                                            | KPP              | 1965         | 1996         | communisme, maoïsme                                              | |
| Komunistyczna Partia Polski (2002) Communistische Partij van Polen                                                 | KPP Kompol       | 2002         |              | communisme                                                       | |
| Konfederacja Polski Niepodległej Confederatie voor een Onafhankelijk Polen                                         | KPN              | 1979         |              | anticommunisme                                                   | |
| Kongres Liberalno-Demokratyczny Liberaal-Democratisch Congres                                                      | KLD              | 1990         | 1994         | liberalisme                                                      | in 1994 gefuseerd met de Democratische Unie tot Vrijheidsunie |
| Kongres Nowej Prawicy Congres van Nieuw Rechts                                                                     | KNP              | 2011         |              | conservatisme, liberalisme                                       | |
| Koalicja Odnowy Rzeczypospolitej Wolność i Nadzieja Coalitie voor de Vernieuwing van de Republiek Vrijheid en Hoop | KORWiN           | 2015         |              | conservatisme, liberalisme                                       | |
| Kukiz'15 |                  | 2015         |              | nationaal-conservatisme, populisme                               | |
| Lewica i Demokraci Links en Democraten                                                                             | LiD              | 2006         | 2008         | sociaaldemocratie, sociaalliberalisme                            | coalitie van de Alliantie van Democratisch Links, de Democratische Partij, de Sociaaldemocratie van Polen en de Unie van de Arbeid                                                                             |
| Libertas Polska | Libertas         | 2009         | 2014         | nationaal-conservatisme, euroscepsis                             | |
| Liga Polskich Rodzin Liga van Poolse Gezinnen                                                                      | LPR              | 2001         |              | nationaal-conservatisme, nationaaldemocratie                     | |
| Mniejszość Niemiecka Duitse Minderheid                                                                             | MN               | 1991         |              |                                                                  | geen politieke partij, maar vertegenwoordiging van Duitse minderheid in Polen |
| Nowaczesna Ryszarda Petru Modern - Ryszard Petru                                                                   | .N               | 2015         |              | centrisme, liberalisme                                           | |
| Partia Centrum Centrumpartij                                                                                       | Centrum          | 2004         | 2008         | centrisme, christendemocratie                                    | |
| Partia Chrześcijańskich Demokratów Partij van Christendemocraten                                                   | PChD             | 1990         | 1999         | christendemocratie                                               | |
| Partia Demokratyczna - demokraci.pl Democratische Partij - demokraci.pl                                            | PD               | 2005         |              | sociaalliberalisme                                               | voortzetting van de Vrijheidsunie |
| Partia Konserwatywna Conservatieve Partij                                                                          | PK               | 1992         | 1997         | conservatisme, liberalisme                                       | |
| Partia Razem Partij Samen                                                                                          | Razem            | 2015         |              | sociaaldemocratie                                                | |
| Partia Regionów Partij van de Regio's                                                                              | Regiony          | 2007         |              | linksnationalisme, agrarisme                                     | |
| Partia Republikanie Partij De Republikeinen                                                                        | Republikanie     | 1994         | 1998         | conservatisme, liberalisme                                       | |
| Partia Wolności Partij van de Vrijheid                                                                             | PW               | 1990         | 1993         | anticommunisme                                                   | voortzetting van Strijdende Solidariteit |
| Partia X Partij X                                                                                                  | Partia X         | 1990         | 1999         | nationalisme                                                     | |
| Partia Zieloni Partij De Groenen                                                                                   | Zieloni          | 2003         |              | ecologisme, pacifisme, feminisme                                 | tot 2013 heette de partij: Groenen 2004 (Zieloni 2004) |
| Patriotyczny Ruch Odrodzenia Narodowego Patriottische Beweging voor de Nationale Wedergeboorte                     | PRON             | 1982         | 1989         |                                                                  | coalitie; verving het Front van Nationale Eenheid |
| Platforma Obywatelska Burgerplatform                                                                               | PO               | 2001         |              | christendemocratie                                               | |
| Polska Jest Najważniejsza Polen is het Belangrijkst                                                                | PJN              | 2010         | 2014         | christendemocratie, conservatief-liberalisme                     | in 2014 opgegaan in Polska Razem |
| Polska Lewica Pools Links                                                                                          | PL               | 2008         |              | sociaaldemocratie                                                | |
| Polska Partia Ekologiczna - Zielonych Poolse Ecologische Partij - De Groenen                                       | PPE-Z            | 1991         | 2015         | ecologisme, socialisme                                           | |
| Polska Partia Komunistyczna Poolse Communistische Partij                                                           | PPK              | 1981         | 198?         | eurocommunisme                                                   | |
| Polska Partia Narodowa Poolse Nationale Partij                                                                     | PPN              | 2004         |              | nationalisme, conservatisme                                      | |
| Polska Partia Niepodległościowa Poolse Onafhankelijkheidspartij                                                    | PPN              | 1985         | 1992         | anticommunisme                                                   | |
| Polska Partia Pracy - Sierpień 80 Poolse Partij van de Arbeid - Augustus 80                                        | PPP              | 2001         |              | socialisme                                                       | |
| Polska Partia Przyjaciół Piwa Poolse Partij van Vrienden van het Bier                                              | PPPP             | 1990         | 1993         |                                                                  | satirische partij |
| Polska Partia Robotnicza Poolse Arbeiderspartij                                                                    | PPR              | 1942         | 1948         | communisme                                                       | fuseerde in 1948 met de Poolse Socialistische Partij tot de Poolse Verenigde Arbeiderspartij |
| Polska Partia Socjalistyczna Poolse Socialistische Partij                                                          | PPS              | 1892         | 1948         | socialisme                                                       | in 1906 verdeeld in de Poolse Socialistische Partij - Links en de Poolse Socialistische Partij - Revolutionaire Factie; fuseerde in 1948 met de Poolse Arbeiderspartij tot de Poolse Verenigde Arbeiderspartij |
| Polska Partia Socjalistyczna Poolse Socialistische Partij                                                          | PPS              | 1987         |              | socialisme                                                       | in 1906 verdeeld in de Poolse Socialistische Partij - Links en de Poolse Socialistische Partij - Revolutionaire Factie; fuseerde in 1948 met de Poolse Arbeiderspartij tot de Poolse Verenigde Arbeiderspartij |
| Polska Partia Socjalistyczna – Frakcja Rewolucyjna Poolse Socialistische Partij - Revolutionaire Factie            | PPS-FR           | 1906         | 1909         | socialisme                                                       | ontstaan in 1906 na een splitsing van de Poolse Socialistische Partij (PPS), vanaf 1909 weer PPS genaamd |
| Polska Partia Socjalistyczna – Lewica Poolse Socialistische Partij - Links                                         | PPS-L            | 1906         | 1918         | socialisme                                                       | ontstaan in 1906 na een splitsing van de Poolse Socialistische Partij |
| Polska Partia Zielonych Poolse Partij van Groenen                                                                  | PPZ              | 1988         | 1999         | ecologisme                                                       | |
| Polska Razem Polen Samen                                                                                           | PR               | 2013         |              | conservatisme, liberalisme                                       | rechtse afsplitsing van het Burgerplatform |
| Polska Socjalistyczna Partia Pracy Poolse Socialistische Partij van de Arbeid                                      | PSPP             | 1981         | 1984         | socialisme                                                       | |
| Polska Unia Socjaldemokratyczna Poolse Sociaaldemocratische Unie                                                   | PUS              | 1990         | 1991         | sociaaldemocratie                                                | ontstaan uit de PZPR, opgegaan in de Unie van de Arbeid |
| Polska Zjednoczona Partia Robotnicza Poolse Verenigde Arbeiderspartij                                              | PZPR             | 1948         | 1990         | communisme                                                       | |
| Polski Związek Katolicko-Społeczny Poolse Katholiek-Sociale Unie                                                   | PZKS             | 1981         | 1991         |                                                                  | bestaat nog steeds, maar is sinds 1991 niet meer politiek actief |
| Polskie Stronnictwo Ludowe Poolse Volkspartij (ook: Poolse Boerenpartij)                                           | PSL              | 1985         | 1913         | agrarisme, christendemocratie                                    | |
| Polskie Stronnictwo Ludowe Poolse Volkspartij (ook: Poolse Boerenpartij)                                           | PSL              | 1945         | 1949         | agrarisme, christendemocratie                                    | |
| Polskie Stronnictwo Ludowe Poolse Volkspartij (ook: Poolse Boerenpartij)                                           | PSL              | 1990         |              | agrarisme, christendemocratie                                    | |
| Polskie Stronnictwo Ludowe - Porozumienie Ludowe Poolse Volkspartij - Volksalliantie                               | PSL-PL           | 1992         | 1999         | agrarisme, christendemocratie                                    | voortgekomen uit de Volksalliantie |
| Polskie Stronnictwo Ludowe "Solidarność" Poolse Volkspartij "Solidariteit"                                         | PSL "S"          | 1991         | 1992         | agrarisme, conservatisme                                         | in 1992 omgedoopt tot Christelijke Volkspartij (SLCh) |
| Porozumienie 11 Listopada Alliantie van 11 November                                                                |                  | 1994         | 1995         |                                                                  | coalitie van rechtse partijen |
| Porozumienie Centrum Centrumalliantie                                                                              | PC               | 1990         | 2002         | christendemocratie                                               | |
| Porozumienie dla Przyszłości - Centrolewica Alliantie voor de Toekomst - Centrumlinks                              | PdP Centrolewica | 2009         | 2009         | sociaaldemocratie, sociaal-liberalisme                           | coalitie van centrumlinkse partijen |
| Porozumienie Ludowe Volksalliantie of Plattelandsalliantie                                                         | PL               | 1991         | 1992         | agrarisme                                                        | coalitie; in 1992 omgezet in de politieke partij PSL-PL |
| Porozumienie Polskich Chrześcijańskich Demokratów Alliantie van Poolse Christen-Democraten                         | PPChD            | 1999         | 2002         | christendemocratie                                               | |
| Porozumienie Polskie Poolse Alliantie                                                                              | PP               | 1999         |              | nationaal-conservatisme                                          | in 2001-2003 gelieerd aan de Liga van Poolse Gezinnen |
| Prawica Rzeczypospolitej Rechts van de Republiek                                                                   | PR               | 2007         |              | nationaal-conservatisme                                          | |
| Prawo i Sprawiedliwość Recht en Rechtvaardigheid                                                                   | PiS              | 2001         |              | nationaal-conservatisme                                          | |
| Przymierze dla Polski (partij) Verbond voor Polen                                                                  | PdP              | 2001         |              | agrarisme, nationaal-conservatisme                               | |
| Przymierze dla Polski (coalitie) Verbond voor Polen                                                                | PdP              | 1994         | 1995         | christendemocratie, nationaal-conservatisme                      | coalitie van kleine rechtse partijen |
| Przymierze Prawicy Verbond van Rechts                                                                              | PP               | 2001         | 2002         | nationaal-conservatisme                                          | afsplitsing van de SKL en de ZChN, opgegaan in de PiS |
| RACJA Polskiej Lewicy Rede van Pools Links (ook: Redepartij)                                                       | Racja PL         | 2006         | 2013         | sociaaldemocratie, antiklerikalisme, feminisme                   | tot 2006 de Antiklerikale Partij van Vooruitgang REDE genaamd; opgegaan in Jouw Beweging |
| Ruch dla Rzeczypospolitej Beweging voor de Republiek                                                               | RdR              | 1992         | 1999         | christendemocratie, nationaal-conservatisme                      | |
| Ruch Katolicko-Narodowy Katholiek-Nationale Beweging                                                               | RKN              | 1997         |              | nationalisme, katholicisme                                       | |
| Ruch Ludzi Pracy Beweging van Werkende Mensen                                                                      | RLP              | 1990         | 2002         | socialisme                                                       | |
| Ruch Narodowy Nationale Beweging                                                                                   | RN               | 2012         |              | nationaaldemocratie, nationaal-conservatisme                     | |
| Ruch Obywatelski Akcja Demokratyczna Burgerbeweging Democratische Actie                                            | ROAD             | 1990         | 1991         |                                                                  | opgegaan in de Democratische Unie |
| Ruch Odbudowy Polski Beweging voor de Wederopbouw van Polen                                                        | ROP              | 1995         | 2012         | nationaal-conservatisme                                          | |
| Ruch Palikota Palikot-Beweging                                                                                     | RP               | 2010         | 2013         | sociaalliberalisme                                               | tot 2011 de Steunbeweging genaamd; in 2013 opgevolgd door Jouw Beweging |
| Ruch Patriotyczny Patriottische Beweging                                                                           | RP               | 2005         | 2014         | nationaal-conservatisme, agrarisme                               | feitelijk een coalitie van ROP, RKN en PdP |
| Ruch Polityki Realnej Beweging voor Reële Politiek                                                                 | RPR              | 1987         | 1990         | conservatisme, liberalisme                                       | in 1990 werd de partijnaam gewijzigd in de Unie voor Reële Politiek |
| Ruch Poparcia Steunbeweging                                                                                        |                  | 2010         | 2011         | sociaalliberalisme                                               | in 2011 werd de partijnaam gewijzigd in de Palikot-Beweging |
| Ruch Społeczno-Demokratyczny Democratisch-Sociale Beweging                                                         | RDS              | 1990         | 1992         | sociaaldemocratie                                                | |
| Ruch Społeczny Europa Plus Maatschappelijke Beweging Europa Plus                                                   | Europa +         | 2013         | 2014         | sociaaldemocratie, sociaalliberalisme                            | coalitie |
| Ruch Stu Beweging van de Honderd                                                                                   |                  | 1995         | 2001         | conservatief-liberalisme, christendemocratie                     | |
| Ruch Trzeciej Rzeczypospolitej Beweging van de Derde Republiek                                                     | RTR              | 1992         | 1995         | anticommunisme                                                   | |
| Samoobrona Zelfverdediging                                                                                         | Samoobrona SRP   | 1992         |              | agrarisme                                                        | heette eerder Przymierze Samoobrona "Verbond Zelfverdediging" (1992-2000) en Samoobrona Rzeczpospolitej Polskiej "Zelfverdediging van de Republiek Polen" (2000-2012)                                          |
| Socjaldemokracja Królestwa Polskiego i Litwy Sociaaldemocratie van het Koninkrijk Polen en Litouwen                | SDKPiL           | 1893         | 1918         | socialisme                                                       | |
| Socjaldemokracja Polska Sociaaldemocratie van Polen                                                                | SDPL             | 2004         |              | sociaaldemocratie                                                | afsplitsing van de Alliantie van Democratisch Links |
| Socjaldemokracja Rzeczypospolitej Polskiej Sociaaldemocratie van de Republiek Polen                                | SdRP             | 1990         | 1999         | sociaaldemocratie                                                | in 1999 opgegaan in de Alliantie van Democratisch Links |
| Sojusz Lewicy Demokratycznej Alliantie van Democratisch Links                                                      | SLD              | 1991         |              | sociaaldemocratie                                                | tot 1999 een coalitie van linkse partijen en organisaties, daarna een partij |
| Solidarna Polska Solidair Polen                                                                                    | SP               | 2012         |              | nationaal-conservatisme, christendemocratie                      | |
| Solidarność Pracy Solidariteit van de Arbeid                                                                       | SP               | 1990         | 1992         | sociaaldemocratie                                                | opgegaan in de Unie van de Arbeid |
| Stronnictwo Demokratyczne Democratrische Partij                                                                    | SD               | 1939         |              | centrisme, sociaalliberalisme                                    | |
| Stronnictwo Konserwatywno-Ludowe Conservatieve Volkspartij                                                         | SKL              | 1997         | 2014         | conservatisme, christendemocratie, agrarisme                     | |
| Stronnictwo Ludowe "Wola Ludu" Boerenpartij-Volkswil                                                               | SL Wola Ludu     | 1943         | 1944         | agrarisme                                                        | in 1944 opgegaan in de Stronnictwo Ludowe, die in 1949 met de Poolse Volkspartij fuseerde tot Verenigde Boerenpartij (ZSL)                                                                                     |
| Stronnictwo Ludowo-Chrześcijańskie Christelijke Volkspartij, Christelijke Boerenpartij                             | SLCh             | 1991         | 1997         | agrarisme, conservatisme                                         | heette eerst PSL Solidarność; opgegaan in de Conservatieve Volkspartij |
| Stronnictwo Narodowe Nationale Partij                                                                              | SN               | 1928         | 1947         | nationaaldemocratie                                              | |
| Stronnictwo Narodowe Nationale Partij                                                                              | SN               | 1989         | 2001         | nationaaldemocratie                                              | |
| Stronnictwo Narodowo-Demokratyczne Nationaal-Democratische Partij                                                  | SND              | 1991         | 2001         |                                                                  | opgegaan in de Liga van Poolse Gezinnen |
| Stronnictwo "Piast" Partij "Piast"                                                                                 | Piast            | 2006         |              | christendemocratie, agrarisme                                    | heette tot 2007 "PSL Piast" |
| Stronnictwo Pracy Partij van de Arbeid                                                                             | SP               | 1989         |              | christendemocratie                                               | heette tot 2000 "Partij van de Arbeid" |
| Twój Ruch Jouw Beweging                                                                                            | TR               | 2013         |              | progressief liberalisme, antiklerikalisme                        | voortzetting van de Palikot-Beweging |
| Unia Chrześcijańsko-Społeczna Christelijk Sociale Unie                                                             | UChS             | 1989         |              | christendemocratie                                               | voortzetting van de Christelijke Sociale Vereniging (ChSS) |
| Unia Demokratyczna Democratische Unie                                                                              | UD               | 1991         | 1994         | christendemocratie, sociaalliberalisme                           | in 1994 gefuseerd met het Liberaal-Democratisch Congres tot Vrijheidsunie |
| Unia Lewicy Unie van Links                                                                                         | UL UL III RP     | 2005         |              | sociaaldemocratie                                                | coalitie van 2004-2005 |
| Unia Polityki Realnej Unie voor Reële Politiek                                                                     | UPR              | 1990         |              | conservatisme, liberalisme                                       | in 1987 opgericht als de Beweging voor Reële Politiek |
| Unia Pracy Unie van de Arbeid                                                                                      | UP               | 1992         |              | sociaaldemocratie                                                | |
| Unia Wolności Vrijheidsunie                                                                                        | UW               | 1994         | 2005         | centrisme, liberalisme, christendemocratie                       | |
| Wyborcza Akcja Katolicka Katholieke Verkiezingsactie                                                               | WAK              | 1991         | 1991         | christendemocratie, nationaal-conservatisme                      | door de Christelijk-Nationale Unie (ZChN) gedomineerde coalitie |
| Zjednoczenie Chrześcijańsko-Narodowe Christelijk-Nationale Unie                                                    | ZChN             | 1989         | 2010         | christendemocratie, nationaal-conservatisme, nationaaldemocratie | |
| Zjednoczone Stronnictwo Ludowe Verenigde Volkspartij (ook: Verenigde Boerenpartij)                                 | ZSL              | 1949         | 1989         | agrarisme                                                        | |
| Związek Komunistów Polskich "Proletariat" Unie van Poolse Communisten "Proletariaat"                               | ZKP "P"          | 1990         | 2002         | communisme                                                       | een van de voortzettingen van de PZPR |

### Politieke partijen opgericht voor 1918
Politieke partijen en belangengroepen ten tijde van de Poolse Delingen.
- Unie van Israël (1912-1939) - Agudat Israel;  Związek Izraela
- Algemene Joodse Arbeidersbond (1897-1948) - Bund; Robotnicza partia żydowska
- Centraal Nationaal Comite in Warschau (1915-1917) - Centralny Komitet Narodowy w Warszawie (CKN)
- Nationale Liga - Liga Narodowa (LN)
- Mazurische Volkspartij (1896-1914) - Mazurska Partia Ludowa (MPL)
- Proletariaat (partij) (1882–1886) - Międzynarodowa Socjalno-Rewolucyjna Partia Proletariat; (I Proletariat)
- Nationale Unie van Arbeiders (1905-1920) - Narodowy Związek Robotniczy (NZR)
- Arbeiders van Zion (1906-1939) - Poalej Syjon
- Podolacy (Conservatieve Oost-Galicische partij van grootgrondbezitters) (ca. 1860-?) -  Podolacy
- Progressieve Democratische Unie; Poolse Progressieve Partij (1904-1919) - Polska Partia Postępowa (PPP)
- Poolse Socialistische Partij (1892-1948, heropgericht 1987) - Polska Partia Socjalistyczna (PPS)
- Poolse Socialistische Partij - Revolutionaire Factie (1906-1909) - Polska Partia Socjalistyczna - Frakcja Rewolucyjna (PPS-FR)
- Poolse Socialistische Partij - Links (1906–1918) - Polska Partia Socjalistyczna - Lewica (PPS-Lewica)
- Poolse Socialistische Partij - Oppositie (1912-1914) - Polska Partia Socjalistyczna - Opozycja (PPS-Opozycja)
- Derde Proletariaat (1900-1909) - Polska Partia Socjalistyczna – Proletariat (III Proletariat)
- Poolse Socialistische Partij in Pruisen (1893-1919) - Polska Partia Socjalistyczna Zaboru Pruskiego (PPS Zaboru Pruskiego)
- Poolse Sociaal-Democratische Partij van Galicië (1890-1919) - Polska Partia Socjalno-Demokratyczna Galicji i Śląska Cieszyńskiego (PPSD)
- Poolse Boerenpartij (1895-1913) - Polskie Stronnictwo Ludowe (PSL; tot 1903 Boerenpartij, Stronnictwo Ludowe)
- Poolse Volkspartij - Unie van Onafhankelijke Boeren (1912-1914) Polskie Stronnictwo Ludowe - Zjednoczenie Niezawisłych Ludowców (PSL-ZNL)
- Pools-Katholieke Volkspartij (1912) - Polsko-Katolicka Partia Ludowa (PKPL)
- Sociaaldemocratische Partij van het Koninkrijk Polen en Litouwen (1893-1918) - Socjaldemokracja Królestwa Polskiego i Litwy (SDKPiL)
- Tweede Proletariaat (1889-1893) - Socjalno-Rewolucyjna Partia Proletariat (II Proletariat)
- Nationaal-Democratische Partij (Polen) (1895-1919) - Stronnictwo Narodowo-Demokratyczne (SND)
- Nationale Onafhankelijkheidspartij (1917-1918) - Stronnictwo Niezawisłości Narodowej (SNN)
- Partij voor Realistische Politiek (1905-1923) - Stronnictwo Polityki Realnej (SPR)
- Nationale Eenwording (1915) - Zjednoczenie Narodowe (ZN)
- Unie van Progressieve Democraten (1904-1906) - Związek Postępowo-Demokratyczny (ZPD)
- Unie van Poolse Arbeiders (1889-1893) - Związek Robotników Polskich (ZRP)